# Burak Karan
Burak Karan (auch Abu Abdullah al-Turki; * 11. September 1987 in Wuppertal; † vor dem 11. Oktober 2013 in A'zāz, Syrien) war ein deutscher Fußballspieler.

## Leben
Karan war der Sohn einer türkischen Familie: Er fiel bald als Fußballtalent auf. Er spielte bis Juni 2003 bei den B-Junioren von Bayer 04 Leverkusen, von Juli bis Dezember 2003 bei Hertha BSC, von Januar 2004 bis Juni 2005 für den Hamburger SV, von Juli 2005 bis Dezember 2007 für Hannover 96 und von Januar bis Juni 2008 für Alemannia Aachen, zudem in der U-16- und der U-17-Juniorenmannschaft und stand vor dem Sprung in den Profifußball, beendete aber aus unbekannten Gründen 2008 seine Karriere. Als Jugendspieler erlitt er einen Kreuzbandriss, der ihn in seiner Entwicklung zurückwarf. Seine Positionen waren das defensive Mittelfeld und die rechte Abwehrseite.
Ab 2010 ermittelte die Staatsanwaltschaft Düsseldorf gegen Karan wegen des „Verdachts der Vorbereitung einer schweren staatsgefährdenden Straftat“. Im selben Jahr ordnete das Amtsgericht Düsseldorf an, seine Telefonanschlüsse zu überwachen.
Am 11. Oktober 2013 wurde ein Video auf YouTube veröffentlicht, das zu zeigen scheint, wie Karan in Syrien in Bürgerkriegshandlungen verstrickt war. Karan soll sich Islamisten angeschlossen haben und im Oktober 2013 im syrischen Bürgerkrieg verstorben sein. Seine Ehefrau und seine zwei Kleinkinder sollen sich in seiner Umgebung aufgehalten haben. Die genauen Umstände des Todes sind unbekannt.